# 大津岬灯台
大津岬灯台（おおつみさきとうだい）は、茨城県北茨城市大津町632に所在する灯台。第三管区海上保安本部茨城海上保安部が管轄している。

## 概要
北茨城市の大津岬に建立されている。東日本大震災の被害を受けたため、2012年3月に現在の灯台が建て直された。